# Bemidbar (Sidra)

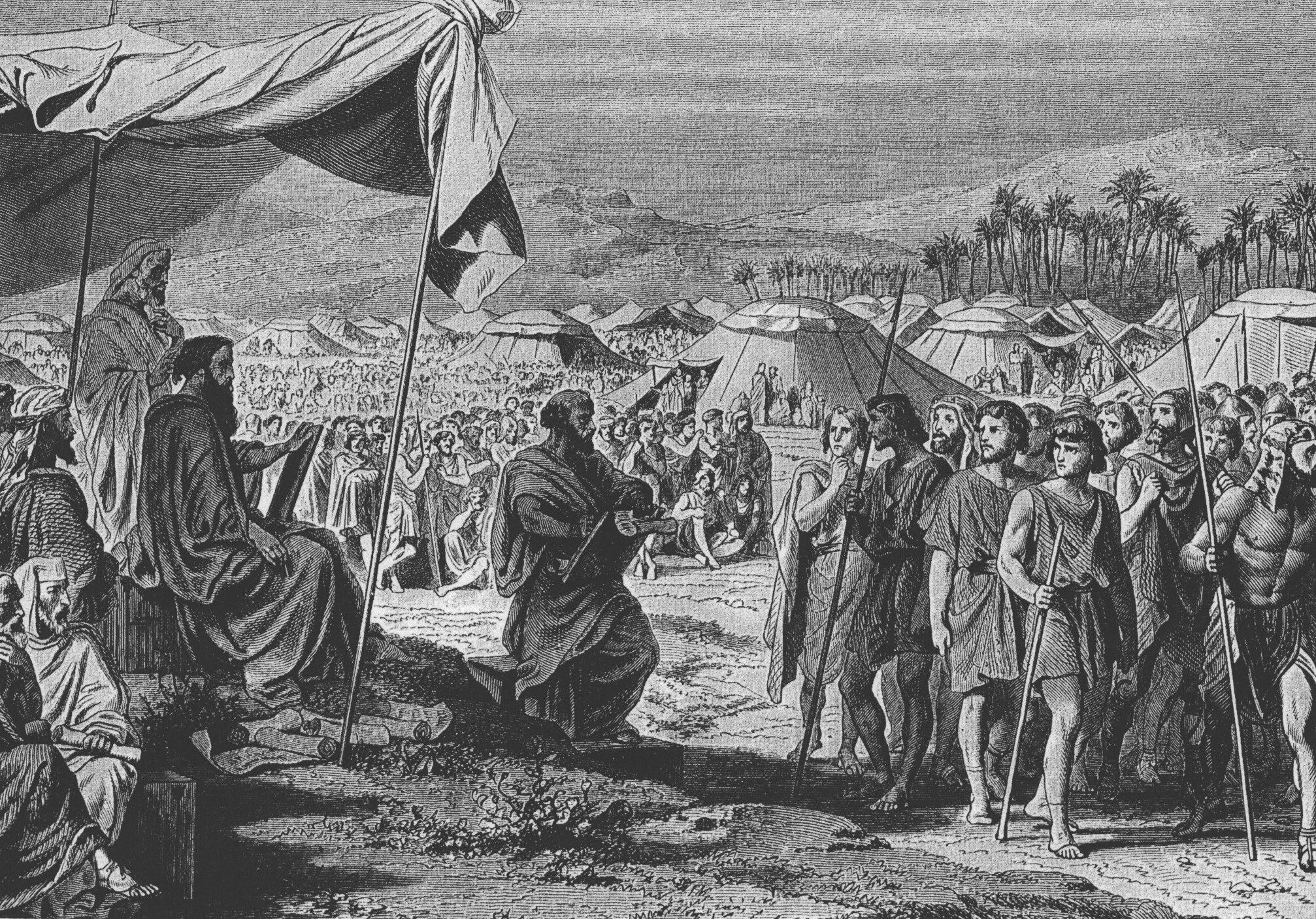
Zählung der Israeliten (Stich von Henri Félix Emmanuel Philippoteaux)

Bemidbar oder Bamidbar (Biblisches Hebräisch בְּמִדְבַּר ‚In der Wüste‘) bezeichnet einen Leseabschnitt (Parascha oder Sidra genannt) der Tora und umfasst den Text Numeri/Bemidbar 1,1–4,20 (1 , 2 , 3 , 4,1–20  – ELB-Links: 1 , 2 , 3 , 4,1–20 ). Bemidbar bezeichnet im Hebräischen sowohl die Sidra, als auch das ganze Buch Numeri.
Es handelt sich um die Sidra des 5. Schabbats im Monat Ijjar oder des 1. Schabbats im Monat Siwan.

## Wesentlicher Inhalt
- Ernennung der zwölf Stammesfürsten
- Zählung der Männer von 20 Jahren an aufwärts in den einzelnen Stämmen
- Zuweisung der Lagerplätze für die Stämme
- Zählung der Leviten, getrennt nach den Familien Gerson, Kehat und Merari. Ihre Einsetzung an Stelle der Erstgeborenen als Diener am Heiligtum
- Zuweisung der Teile und Geräte des Heiligtums an diese drei Levitenfamilien
- Ernennung von deren Fürsten, Zählung der Erstgeborenen und Erhebung des Lösegeldes von der Überzahl der Erstgeborenen gegenüber den Leviten für Aaron und seine Söhne
- Zählung der Männer der Familie Kehat von 30 bis 50 Jahren

## Haftara
Die zugehörige Haftara ist Hosea 2,1–22  .